# Liste des députés de la préfecture de Shiga
Cette page liste les membres de la Chambre des représentants du Japon élus dans les circonscriptions de la préfecture de Shiga.

## 41elégislature(1996-2000)
| Circonscription |  | Député                | Parti politique |
| --------------- |  | --------------------- | --------------- |
| 1re             |  | Tatsuo Kawabata       | NFP             |
| 2e              |  | Masayoshi Takemura    | NPS             |
| 3e              |  | Mineichi Iwanaga (ja) | SE              |

## 42elégislature(2000-2003)
| Circonscription |  | Député                | Parti politique | Commentaire |
| --------------- |  | --------------------- | --------------- | ----------- |
| 1re             |  | Tatsuo Kawabata       | PDJ             |             |
| 2e              |  | Akira Konishi (ja)    | PLD             | 2000 – 2001 |
| 2e              |  | Osamu Konishi (ja)    | PLD             | 2001 – 2003 |
| 3e              |  | Mineichi Iwanaga (ja) | PLD             |             |

## 43elégislature(2003-2005)
| Circonscription |  | Député                | Parti politique |
| --------------- |  | --------------------- | --------------- |
| 1re             |  | Tatsuo Kawabata       | PDJ             |
| 2e              |  | Issei Tajima (ja)     | PDJ             |
| 3e              |  | Taizō Mikazuki        | PDJ             |
| 4e              |  | Mineichi Iwanaga (ja) | PLD             |

## 44elégislature(2005-2009)
| Circonscription |  | Député                | Parti politique |
| --------------- |  | --------------------- | --------------- |
| 1re             |  | Ken'ichirō Ueno (ja)  | PLD             |
| 2e              |  | Issei Tajima (ja)     | PDJ             |
| 3e              |  | Taizō Mikazuki        | PDJ             |
| 4e              |  | Mineichi Iwanaga (ja) | PLD             |

## 45elégislature(2009-2012)
| Circonscription |  | Député             | Parti politique |
| --------------- |  | ------------------ | --------------- |
| 1re             |  | Tatsuo Kawabata    | PDJ             |
| 2e              |  | Issei Tajima (ja)  | PDJ             |
| 3e              |  | Taizō Mikazuki     | PDJ             |
| 4e              |  | Tenzō Okumura (ja) | PDJ             |

## 46elégislature(2012-2014)
| Circonscription |  | Député                 | Parti politique |
| --------------- |  | ---------------------- | --------------- |
| 1re             |  | Toshitaka Ōoka (ja)    | PLD             |
| 2e              |  | Ken'ichirō Ueno (ja)   | PLD             |
| 3e              |  | Nobuhide Takemura (ja) | PLD             |
| 4e              |  | Takaya Mutō (ja)       | PLD             |

## 47elégislature(2014-2017)
| Circonscription |  | Député                 | Parti politique |
| --------------- |  | ---------------------- | --------------- |
| 1re             |  | Toshitaka Ōoka (ja)    | PLD             |
| 2e              |  | Ken'ichirō Ueno (ja)   | PLD             |
| 3e              |  | Nobuhide Takemura (ja) | PLD             |
| 4e              |  | Takaya Mutō (ja)       | PLD             |

## 48elégislature(2017-2021)
| Circonscription |  | Député                 | Parti politique |
| --------------- |  | ---------------------- | --------------- |
| 1re             |  | Toshitaka Ōoka (ja)    | PLD             |
| 2e              |  | Ken'ichirō Ueno (ja)   | PLD             |
| 3e              |  | Nobuhide Takemura (ja) | PLD             |
| 4e              |  | Hiroo Kotera (ja)      | PLD             |

## 49elégislature(2021-)
| Circonscription |  | Député                 | Parti politique |
| --------------- |  | ---------------------- | --------------- |
| 1re             |  | Toshitaka Ōoka (ja)    | PLD             |
| 2e              |  | Ken'ichirō Ueno (ja)   | PLD             |
| 3e              |  | Nobuhide Takemura (ja) | PLD             |
| 4e              |  | Hiroo Kotera (ja)      | PLD             |